# Francesca Capaldi
Pour les articles homonymes, voir Capaldi.
Francesca Angelucci Capaldi, née le 8 juin 2004 à La Jolla, Californie (États-Unis), est une actrice américaine connue pour son rôle de Chloe James qu'elle interprète depuis 2012 dans la série télévisée américaine de Disney Channel Doggyblog aux côtés de Genevieve Hannelius et Blake Michael mais aussi pour son rôle de Jessie Taylor dans le téléfilm américain L'Expérience de Noël dont le titre original est 3 Day Test aux côtés de Megyn Price, George Newbern, Corbin Bernsen et Taylor Spreitler.

## Biographie
Francesca Capaldi réside actuellement à Carlsbad, en Californie, avec ses parents. Elle est fille unique et a des origines italiennes.

### Débuts et premiers rôles
- En 2011, Francesca Capaldi joue le rôle d'Orphan dans le dix-neuvième épisode de la première saison de la série télévisée américaine de Disney Channel Section Genius, aux côtés de China Anne McClain, Sierra McCormick, Jake Short et Stefanie Scott.
- Le 14 mai 2012, elle apparaît dans le vingt-troisième épisode de la septième saison de la série américaine How I Met Your Mother, incarnant le rôle de Lily Aldrin à l'âge de 7 ans, habituellement joué par Alyson Hannigan, aux côtés de Josh Radnor, Neil Patrick Harris, Jason Segel, Cobie Smulders et Alyson Hannigan. Elle reprend ce rôle le 8 octobre 2012 dans le troisième épisode de la huitième saison de How I Met Your Mother.
- Elle est également sélectionnée pour le pilote de The Goodwin Games. Depuis 2012, Capaldi interprète le rôle de Chloe James, l'un des rôles principaux dans la série américaine Doggyblog, aux côtés de Genevieve Hannelius et Blake Michael.
- La même année, elle joue le rôle de Jessie Taylor dans le téléfilm américain L'Expérience de Noël, avec Megyn Price, George Newbern, Corbin Bernsen et Taylor Spreitler.
- Francesca apparaît également dans des émissions en tant qu'elle-même, comme Chelsea's Channel, Teens Wanna Know et Disney 365.

### Carrière et déclarations
Francesca Capaldi a exprimé son affection pour son rôle de Chloe James dans Doggyblog : 

« J'adore Chloé. Elle fait beaucoup d'accents et elle est drôle. [...] Jouer est amusant parce que c'est comme si vous pouvez revêtir un personnage différent et être quelqu'un d'autre, et faire rire quelqu'un est comme un compliment. »

— Francesca Capaldi

## Filmographie

### En tant qu'actrice
- 2011 : Section Genius : Orphan (saison 1, épisode 19)
- 2012 : How I Met Your Mother : Lily Aldrin, à l'âge de 7 ans (saison 7, épisode 23 et saison 8, épisode 3)
- 2012-2015 : Doggyblog : Chloe James [1]
- 2012 : L'Expérience de Noël : Jessie Taylor
- 2015 : Jessie : Madeline (saison 4, épisode 8)
- 2015 : Snoopy et les Peanuts, le film  : La petite fille rousse (voix VO)
- 2017 : Max 2 : White House Hero : Alexandra Bragov

### En tant qu'elle-même
- 2012 : Chelsea's Channel : Elle-même
- 2013 : Teens Wanna Know : Elle-même (saison 2, épisode 44)
- 2014 : Disney 365 : Elle-même